# Annales Laurbanenses
Os Annales Laurbanenses (em português: Anais de Lorvão), também conhecidos como Chronicon Laurbanense (Cronicão de Lorvão), são um conjunto de seis entradas analísticas, com notícias dos anos 866 a 1109, copiadas no verso do primeiro fólio do Cartulário do Mosteiro de Lorvão. No mesmo fólio há uma lista de abades e uma breve lista de reis de Leão.
Os Anais de Lorvão são o primeiro texto conhecido a referir a data da unção de Afonso III de Leão, no Pentecostes de 866. Os quatro eventos que se seguem são todos referentes ao território do atual Portugal. Os anais terminam com a menção da morte de Afonso VI de Leão (1109).